# Ємельянов Ігор Володимирович
І́гор Володи́мирович Ємелья́нов — старший лейтенант Збройних сил України, учасник російсько-української війни, кавалер ордена «За мужність» III ступеня (2015).

## З життєпису
Заочно закінчив юридичний факультет Львівського університету під час служби по контракту. З 2008 року служить в 540-му зенітно-ракетному полку, водій-акумуляторник. Псевдо «Сокіл», у грудні 2014 — лютому 2015 року брав участь у боях за Донецький аеропорт в складі зведеного загону «Дика качка», гранатометник.
22 січня 2015-го, по 10-й ранку до ДАП рушила колона техніки терористів — батальйонно-тактична група «1-ї слов'янської бригади ДНР», підкріплена 10-ма танками Т-72 та протитанковою батареєю МТ-12 — рухалися з українськими розпізнавальними тактичними знаками. На спостережному пункті «Зеніту» знаходився боєць Ігор Ємельянов, котрий розпізнав підступний хід. Полковник Олександр Турінський (позивний «Граф») дав наказ вести вогонь зі всіх стволів, протягом 10 годин щільного вогню перша колона терористів була відкинута, по тому відійшла і друга колона. Вранці вояки зібрали поранених терористів на полі бою, котрі своїм виявилися непотрібними, годували їх з тієї ж каструлі, із котрої й самі харчувалися, згодом передали поранених СБУ. Було взято в полон 7 терористів, захоплено 2 БТР-80, 4 МТ-12 (одна одиниця в справному стані, була встановлена на позиції «Зеніт» та вела обстріл промзони Спартака). В тому бою на сусідніх постах загинули майор Петренко Василь (позивний «Моцарт») і солдат Попович Денис («Денді»). В тому бою Ігор Ємельянов особисто знищив із РПГ сім БМП та БТР, 2 автомобілі «Урал», завдав значних втрат у живій силі терористам, із 23 пострілів 21 влучив у ціль.
На повернення Ігоря очікували мама та брат.
Після повернення отримав перше офіцерське звання, станом на кінець 2021 рік — старший лейтенант, помічник начальника оперативного відділення штабу військової частини (1-ї РТБр ПвК «Захід»).

### Дорожньо-транспортна пригода
22 жовтня 2017 року Ігор Ємельянов постраждав у ДТП. У його автомобіль із зустрічної смуги на швидкості 117 км/год влетів «Мерседес C300». Свідки бачили, що водій був п'яний. Ігор Ємельянов отримав травми, переніс операцію, але за його словами, слідство затягують, і таким чином винуватець ДТП може взагалі не понести відповідальність.

## Нагороди
За особисту мужність, сумлінне та бездоганне служіння Українському народові, зразкове виконання військового обов'язку відзначений — нагороджений
- 3 листопада 2015 року — орденом «За мужність» III ступеня.